# Toxicodryas
Genre
Toxicodryas est un genre de serpents de la famille des Colubridae.

## Répartition
Les espèces de ce genre se rencontrent en Afrique.

## Liste des espèces
Selon The Reptile Database (16 octobre 2021) :
- Toxicodryas adamanteus Greenbaum et al., 2021[3]
- Toxicodryas blandingii (Hallowell, 1844)
- Toxicodryas pulverulenta (Fischer, 1856)
- Toxicodryas vexator Greenbaum et al., 2021[3]

## Publication originale
- Hallowell, 1857 : Notice of a collection of Reptiles from the Gaboon country, West Africa, recently presented to the Academy of Natural Sciences of Philadelphia, by Dr. Henry A. Ford. Proc. Acad. Nat. Sci. Philadelphia, vol. 9, p. 48-72 (texte intégral).